# Arecha
Arecha ist der Name einer kubanischen Rummarke.

## Geschichte
Arecha  wurde erstmals 1879 von José Arechabala in Cárdenas bei Havanna destilliert. Dort entstanden dann Rums nach streng geheimen Familienrezepten. Die Firma „Industrias Arechabala“ war zu dieser Zeit der größte Arbeitgeber der Region. Von diesen Zeiten zeugen noch heute Marken wie Havana Club und Bacardi. Die übrigen Rumsorten des Arechabala-Imperiums gerieten in den Wirren der Revolution in Vergessenheit oder wurden zu Massenprodukten amerikanischer Herstellung.
Der Name Arecha ist eine Hommage an seinen Erfinder José Arechabala. Nach den alten Originalrezepten wird dieser Rum in Kuba hergestellt. Er wurde z. B. im „Cigar Journal“ als „… hervorragender Begleiter für eine Habano“ erwähnt. Bei der Herstellung und Abfüllung wird keinerlei Industrie- oder synthetischer Alkohol verwendet. Außerdem findet die komplette Produktion, Verpackung und der Versand in Kuba statt.

## Arecha-Marken

### Ron Carta Oro
Dieser honigfarbene Rum besitzt einen weichen und vollmundigen Geschmack aus Nougat, Vanille und Honig, der durch die besonders schonende Herstellung hervorgerufen wird.

### Ron Elixir
Elixir erhält seinen kräftigen Kaffeefarbton von der besonderen Zuckerrohrmelasse, die mit der fünffachen Menge an Zuckerrohr wie der Carta Oro hergestellt wird. Der Rum ist relativ viskos und seine Konsistenz ähnelt der eines Likörs. Er hat einen Karamell-Geschmack nach Toffee und karibischen Früchten.